# Iwan Wijngaarde
Iwan Recardo Wijngaarde (3 oktober 1942) is een Surinaams landbouwkundige, gespecialiseerd in voedselveiligheid. Hij was voorzitter van de dierentuin van Paramaribo en is verder bekend om zijn voorzitterschap van Feydrasi Fu Afrikan Srananman.

## Biografie
Iwan Wijngaarde studeerde landbouwkunde in Nederland en studeerde af op voedselveiligheid. Hij keerde op 2 augustus 1967 terug naar Suriname en werd de dag erna aangenomen als voorlichter bij het ministerie van Landbouw, Veeteelt en Visserij (LVV). Voedselveiligheid stond in het land op een laag niveau en zijn terugkeer werd daarom op de radio aangekondigd. Hij gaf via het radioprogramma Wi Gruntu Dyari voorlichting over chemische bestrijdingsmiddelen en andere onderwerpen voor boeren en vanaf 1968 ook op de televisie. Ook was hij een tijdlang voorzitter van de dierentuin van Paramaribo.
Bij het ministerie van LVV zette hij een groentetuin op en zelf kocht hij in 1972 een landbouwbedrijf waar hij in zijn vrije uren werkte. Hij legde groentetuinen aan in Djoemoe en op Stoelmanseiland en gaf meerdere dagen per maand trainingen in de verbouw van groenten in het binnenland, onder meer aan dorpshoofden en missionarissen.
Hij is voorzitter van de Feydrasi Fu Afrikan Srananman waarvoor hij jaarlijks tijdens Ketikoti een krans legt bij het Kwakoe-monument. Met deze federatie organiseert hij jaarlijks de Afro Dei, voorheen Blakaman Dei, op wisselende plaatsen in Suriname. In 2014 nam hij met deze organisatie het Switi watra-ritueel op het Onafhankelijkheidsplein in Paramaribo over, dat in de jaren ervoor door Elly Purperhart werd gehouden.
Iwan Wijngaarde werd twee maal onderscheiden in de Ereorde van de Palm, op 30 juni 1998 als Ridder en 10 november 2013 als Officier.